# Панзо Зафиров
Панайот (Панзо) Зафиров е български революционер, светиниколски войвода на Вътрешната македонска революционна организация.

## Биография
Панайот Зафиров е роден в градчето Свети Никола, тогава в Османската империя. Влиза във ВМОРО като млад и изпълнява куриерски задачи. Служи в Българската армия през Първата световна война. След войната се включва във възстановяването на революционната организация и отговаря за Светиниколската околия. През 1921 година е арестуван от сръбските власти, но успява да избяга от затвора в Щип. Става четник при Иван Бърльо. По-късно е самостоятелен светиниколски войвода.
Зафиров загива заедно с Тодор Александров, убит от Динчо Балкански вследствие на заговор на дейци на левицата във ВМРО. Погребан е при църквата „Свети Илия“ до село Сугарево, непосредствено до гроба на Александров.